# I. e. 460
Évszázadok: i. e. 6. század – i. e. 5. század – i. e. 4. század
Évtizedek: i. e. 510-es évek – i. e. 500-as évek – i. e. 490-es évek – i. e. 480-as évek – i. e. 470-es évek – i. e. 460-as évek – i. e. 450-es évek – i. e. 440-es évek – i. e. 430-as évek – i. e. 420-as évek – i. e. 410-es évek
Évek: i. e. 465 – i. e. 464 – i. e. 463 – i. e. 462 –  i. e. 461 – i. e. 460 – i. e. 459 – i. e. 458 – i. e. 457 – i. e. 456 – i. e. 455

## Események
- Római consulok: P. Valerius Publocola és C. Claudius Inregillensis Sabinus
- Kitör az első peloponnészoszi háború. Az argosziak athéni segítséggel diadalt aratnak Spárta felett az oinoéi csatában.
- Athén megkezdi Aigina ostromát, és megveri a sziget felmentésére érkező korinthosziakat.